# Water Boyy: The Series
Water Boyy: The Series (tailandés: รักใสใส..วัยรุ่นชอบ) es una serie de televisión tailandesa de género dramático, LGBT y BL realizada en 2017. Dirigida y producida por Rachyd Kusolkulsiri se emitió a través del canal GMM One entre el 9 de abril y el 9 de julio de 2017. Sus episodios, subtitulados, se pueden ver a través de plataformas digitales como YouTube.
Interpretada en sus roles principales por Pirapat Watthanasetsiri, Thitipoom Techaapaikhun, Nawat Phumphothingam, Charada Imraporn, Chatchawit Techarukpong y Sananthachat Thanapatpisal, es la adaptación televisiva de la película 'Water Boyy dirigida Kusolkulsiri en 2015. Ambientada en un equipo de natación universitario temas como las relaciones interpersonales, la disciplina, la amistad, el deporte o la evolución personal son algunos de los temas centrales de la serie.

## Sinopsis
Waii (Watthanasetsiri) es un brillante nadador quien, a pesar de su falta de entrenamiento, tiene talento natural y muestra gran destreza en las competiciones. Capitán y miembro del Ocean College, el club de natación universitario, es un joven popular en el campus cuyas habilidades son la envidia de sus compañeros de equipo. Sin embargo muestra una actitud distante y solitaria en su trato con los demás. Tampoco tiene mejor relación con su padre, a la sazón el entrenador del equipo, quien, tras quedar viudo, vuelve a tener una relación sentimental con un antiguo nadador del club.
La reputación del equipo entre la comunidad universitaria, debido a la falta de participación en competiciones y de algunos conflictos de sus integrantes, es cada vez menor. El rector y los representantes estudiantiles, que no entienden la inversión de recursos frente a otras actividades, estudian la posibilidad de disolver el equipo. El resto de los miembros del club, mientras forjan alianzas, relaciones de pareja o de amistad, lucharán por seguir con su actividad y mejorar la imagen del club en el campus.
Cuando un nuevo nadador se incorpora al equipo, Apo (Techaapaikhun), el entrenador decide que comparta habitación con Waii. Apo, admirador del entrenador, de carácter amable y afectuoso poco a poco irá cambiando el comportamiento arisco y distante de Waii. Aunque ambos chocan al principio de su convivencia poco a poco irán forjando una estrecha relación a medida que Apo se va enamorando de su compañero de habitación. Waii, confuso por los sentimientos más allá de la amistad por Apo, deberá elegir si proseguir su noviazgo con una hermosa joven o dejarse llevar por esta nueva relación.

## Reparto
Personajes principales
- Pirapat Watthanasetsiri - Waii
- Thitipoom Techaapaikhun - Apo
- Nawat Phumphothingam - Fah
- Charada Imraporn - Pan
- Chatchawit Techarukpong - Min
- Sananthachat Thanapatpisal - Wan

Personajes secundarios
- Apichaya Saejung - Namkaeng
- Krittanai Arsalprakit - Sung
- Tanutchai Wijitwongthong - Kluay
- Tytan Teepprasan - Achi
- Dom Hetrakul - Teer
- Jirakit Kuariyakul - Karn
- Phakjira Kanrattanasood - Mai
- Nattapat Sakullerphasuk - George

## Recepción
La recepción de la serie en los portales de información cinematográfica es en general positiva. En IMDb con 111 valoraciones obtiene una puntuación de 7,4 sobre 10.
En mydramalist.com, con 2.938 valoraciones, obtiene una puntuación de 8,1 sobre 10.

"No le doy 10 puntos porque creo que hay pocas escenas de los dos personajes principales. Aunque el resto del elenco es agradable la historia pasa demasiado tiempo en los personajes de apoyo. Sé que no vi Water Boyy por la historia de Min & Wan o por la de Pan & Fah (...). Si es una serie BL debe ser una serie BL en lugar de agrupar los conflictos de todas las demás parejas como si fueran la historia principal. (...) La próxima vez, equipo de producción, deben enfocarse más en la base principal del drama."
Crítica de skaivri en mydramalist.com 